# Stipa brachyphylla
Stipa brachyphylla är en gräsart som beskrevs av Albert Spear Hitchcock. Stipa brachyphylla ingår i släktet fjädergrässläktet, och familjen gräs. Inga underarter finns listade i Catalogue of Life.